# Catch wrestling
Il catch wrestling è uno stile di lotta popolare che si è sviluppato ed è divenuto popolare nel tardo XIX secolo. Lo praticavano i lottatori dei circhi itineranti, che vi avevano incluso anche tecniche di sottomissione.
Il catch wrestling deriva da un numero di differenti stili, lo stile inglese del Lancashire catch-as-catch-can wrestling, l'irlandese collar-and-elbow, l'indiano pehlwani e il persiano varzesh-e pahlavani. 
L'allenamento di molti moderni grappler (submission wrestler), pro wrestler e combattenti di arti marziali miste è fondato sul catch wrestling.
La vittoria può essere ottenuta per sottomissione oppure per immobilizzazione. Quest'ultimo fattore è la grande differenza con discipline discendenti come il grappling, sia regolamentare che dal punto di vista stilistico (dato che rimuove gran parte del gioco di guardia e favorisce l'uso di agganci o di leve alle gambe).

## Stili Derivati e ibridi

### Shoot Wrestling
Lo Shoot wrestling è uno sport da combattimento che ha avuto origine nel circuito di wrestling professionistico giapponese (Puroresu) degli anni '70. I lottatori professionisti di quell'epoca tentarono di utilizzare mosse più realistiche o addirittura di "contatto completo" nelle loro partite per aumentare la loro eccitazione, diminuendo o evitando gli elementi teatrali, assomigliando più a un vero combattimento senza copione. Il nome "shoot wrestling" deriva dal termine di wrestling professionale " shoot ", che si riferisce a qualsiasi evento non programmato all'interno di un evento di wrestling programmato. Lo shoot wrestling incorporava mosse realistiche dal grappling di sottomissione e vari kickboxingstili. È stato particolarmente ispirato e influenzato dal catch wrestling , una forma di wrestling con sottomissioni che era lo stile predominante del wrestling professionistico nel XIX e all'inizio del XX secolo, all'epoca non ancora predeterminato.
Storicamente, lo shoot wrestling è stato influenzato da molte arti marziali, la più influente delle quali è il catch wrestling , ma anche il wrestling freestyle , il wrestling greco-romano , e poi sambo , karate , Muay Thai e judo nelle fasi successive dello sport.
Karl Gotch è una delle figure più importanti nello sviluppo dello shoot wrestling. Karl Gotch avrebbe iniziato il suo viaggio nel wrestling nei circuiti di wrestling professionistico tedesco e nordamericano, dove Gotch ha riscontrato un discreto successo. Tuttavia, fu durante i suoi tour in Giappone che ebbero luogo le prime formazioni di shoot wrestling. Gotch era uno studente della palestra "Snake Pit", gestita dal famoso catch wrestler Billy Riley di Wigan . La palestra era il centro dell'apprendimento del wrestling di sottomissione praticato nella città mineraria di Wigan, popolarmente noto come wrestling catch-as-catch-can. È stato qui che Karl Gotch ha affinato le sue abilità nel catch wrestling. Karl Gotch si è anche recato in India per praticare la forma di wrestling diPehlwani ; in seguito avrebbe propagato gli esercizi usando la "mazza indù" (grandi mazze) e avrebbe continuato a incorporare il sistema indiano di esercizi usando flessioni, esercizi per il collo, esercizi di respirazione yogica e "squat indù" per il condizionamento. Gotch ha raggiunto uno status leggendario in Giappone, guadagnandosi il soprannome di God of Wrestling. Negli anni '70 ha insegnato hooking e tiro basato sul catch wrestling ad artisti del calibro di Antonio Inoki , Tatsumi Fujinami , Yoshiaki Fujiwara , Satoru Sayama , Masami Soranaka e Akira Maeda. La maggior parte di questi lottatori professionisti aveva già un background nelle arti marziali legittime. Masami Soranaka era stato uno studente di karate full contact, kodokan judo e sumo . Yoshiaki Fujiwara era già cintura nera di judo, mentre Satoru Sayama aveva studiato Muay Thai con Toshio Fujiwara e aveva continuato a studiare sambo con Victor Koga . Ciò alla fine porterebbe alle influenze aggiuntive del karate, della Muay Thai e del judo allo stile di wrestling.

### Combat Wrestling
Il Combat Wrestling, noto anche come "MMA without strikes" è una variazione di shoot wrestling fondata da Kiguchi Dojo.
Doojo, un ex wrestler, ha incorporato le regole del wrestling classico nel suo sport. Anche famosi artisti marziali misti partecipano al torneo e si tiene anche un torneo in tutto il Giappone. Anche il matchmaking, che di solito non è visto da lottatori dilettanti e combattenti di arti marziali miste, è attraente ed è ora una porta di successo per i combattenti di arti marziali miste.
Inoltre, le leve articolari e gli strozzatori sono considerati falli a meno che non portino a una caduta, ma nel combattimento di wrestling una caduta non si traduce in vittoria (sarà un punto a giudizio). Se un lottatore tocca da blocchi articolari o strozzature, viene dichiarato un vincitore. La regola di base è che le tecniche di percussione sono sostanzialmente vietate e sono spesso praticate come arti marziali miste eseguite da dilettanti.